# Resolució 568 del Consell de Seguretat de les Nacions Unides
La Resolució 568 del Consell de Seguretat de les Nacions Unides, aprovada per unanimitat el 21 de juny de 1985 després d'escoltar representacions de Botswana, el Consell va condemnar l'atac a Gaborone de Sud-àfrica, expressant el seu xoc i indignació per la pèrdua de vides i el dany a la propietat i va considerar l'atac com una "violació greu de la sobirania i la integritat territorial del país".
El Consell també va condemnar tots els actes d'agressió, provocació i assetjament incloent el segrest, l'assassinat i el xantatge contra Botswana per part de Sud-àfrica, i va demanar el cessament immediat d'aquestes activitats. També va condemnar la pràctica sud-africana de "persecució en calent" contra països del sud d'Àfrica.
La resolució llavors va exigir una indemnització per Botswana i altres països afectats pels atacs, afirmant el seu dret a donar santuari als que fugien de l'apartheid.
Finalment, el Consell va demanar al Secretari General de les Nacions Unides que enviés una missió a Botswana per avaluar el dany i proposar mètodes per enfortir la capacitat de Botswana de proporcionar refugi als refugiats sud-africans. També va demanar a les organitzacions internacionals que ampliïn assistència al país.
La Resolució 568 va ser redactada per Burkina Faso, Egipte, Índia, Madagascar, Perú i Trinitat i Tobago.